# Mike Jackson (giocatore di football americano 1997)
Michael Jackson, detto Mike (Birmingham, 10 gennaio 1997), è un giocatore di football americano statunitense che milita nel ruolo di cornerback per i Carolina Panthers della National Football League (NFL).

## Carriera

### Dallas Cowboys
Jackson fu scelto nel corso del quinto giro (158º assoluto) del Draft NFL 2019 dai Dallas Cowboys. Fu svincolato il 31 agosto e firmò con la squadra di allenamento il 2 settembre.

### Detroit Lions
Il 30 ottobre 2019, Jackson firmò con i Detroit Lions. Con essi debuttò come professionista subentrando nel dodicesimo turno contro i Chicago Bears. Fu l'unica presenza della sua stagione da rookie.

### New England Patriots
Il 9 agosto 2020 Jackson fu scambiato con i New England Patriots per una scelta del settimo giro del Draft NFL 2022.

### Seattle Seahawks
Il 2 settembre 2021 Jackson firmò con la squadra di allenamento dei Seattle Seahawks.
Nella settimana 2 della stagione 2022 Jackson ritornò un field goal bloccato contro i San Francisco 49ers per 68 yard in touchdown, segnando gli unici punti della sua squadra nella sconfitta per 27-7. Nel penultimo turno fece registrare il primo intercetto in carriera ai danni di Mike White nella vittoria sui New York Jets. La sua stagione si chiuse con 75 placcaggi, un intercetto e 12 passaggi deviati, disputando tutte le 17 partite come titolare.
Nel 2023 Jackson perse il posto di cornerback titolare in favore del rookie scelto come quinto assoluto Devon Witherspoon. La sua stagione si chiuse con 34 placcaggi e 5 passaggi deviati disputando tutte le 17 partite, di cui 4 come partente.

### Carolina Panthers
Il 22 agosto 2024 Jackson fu scambiato con i Carolina Panthers in cambio del linebacker rookie Michael Barrett.